# Paulsdorfer Heide

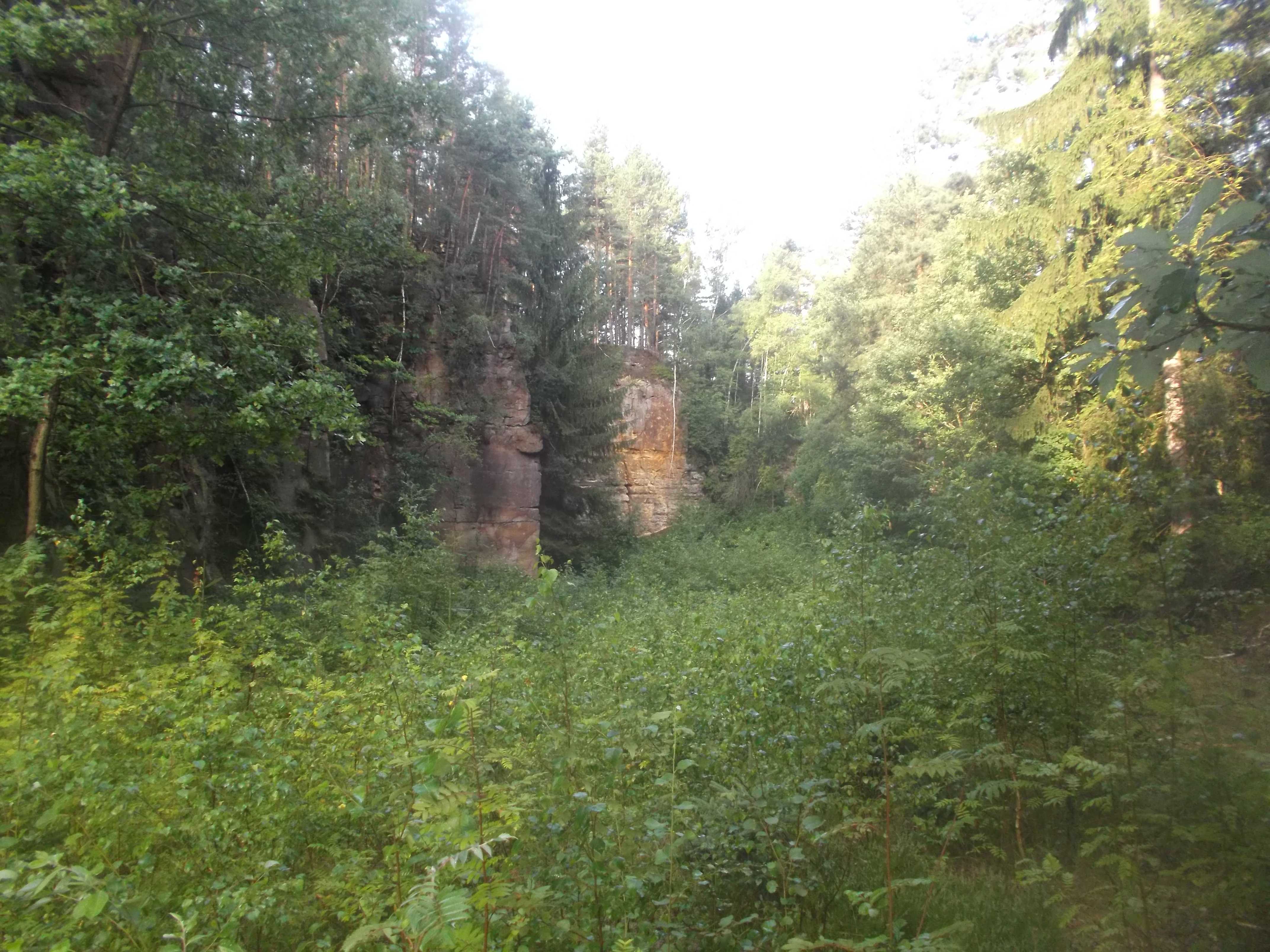
Steinbruch am Sandberg

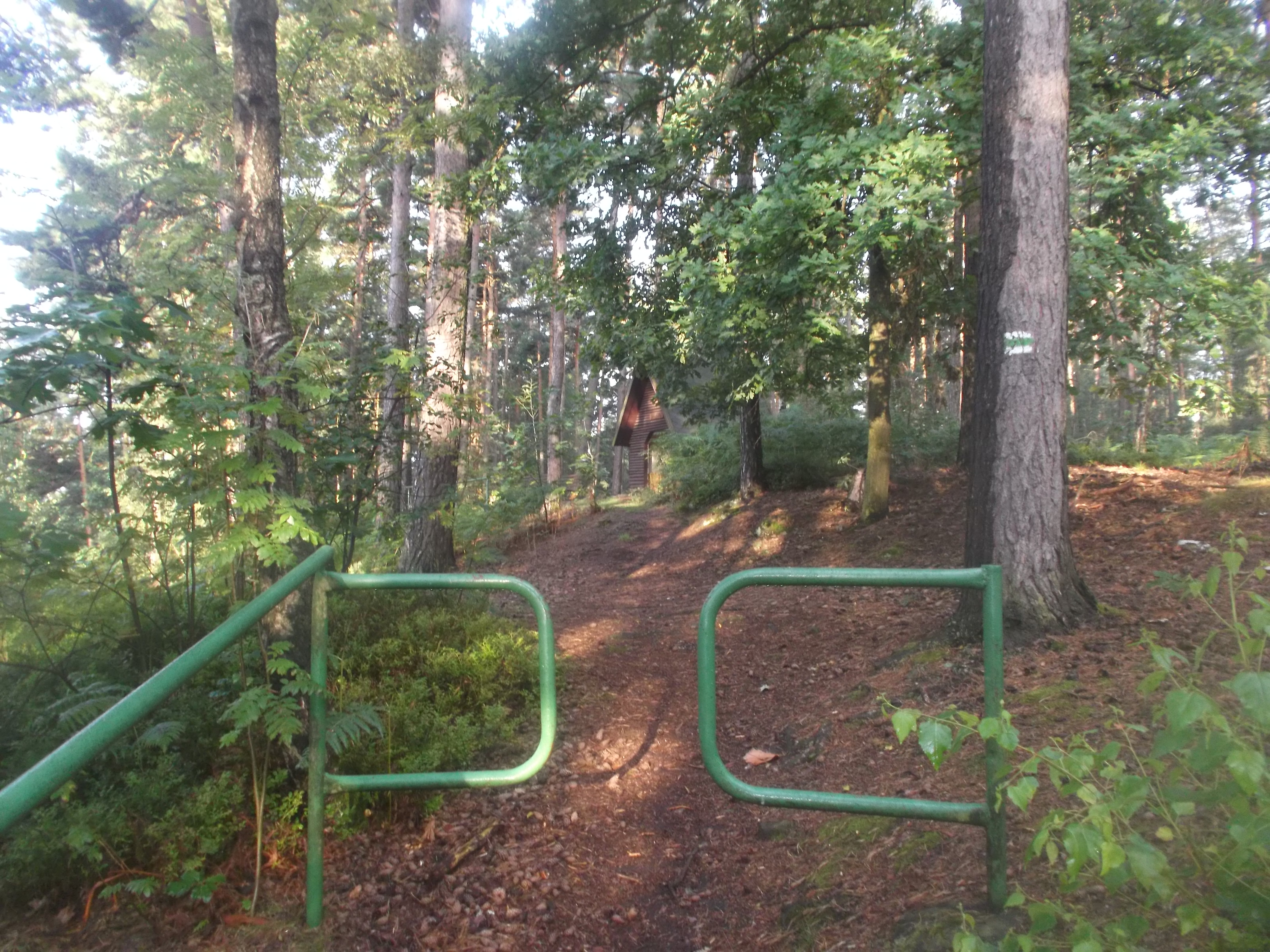
Zur Erashöhe

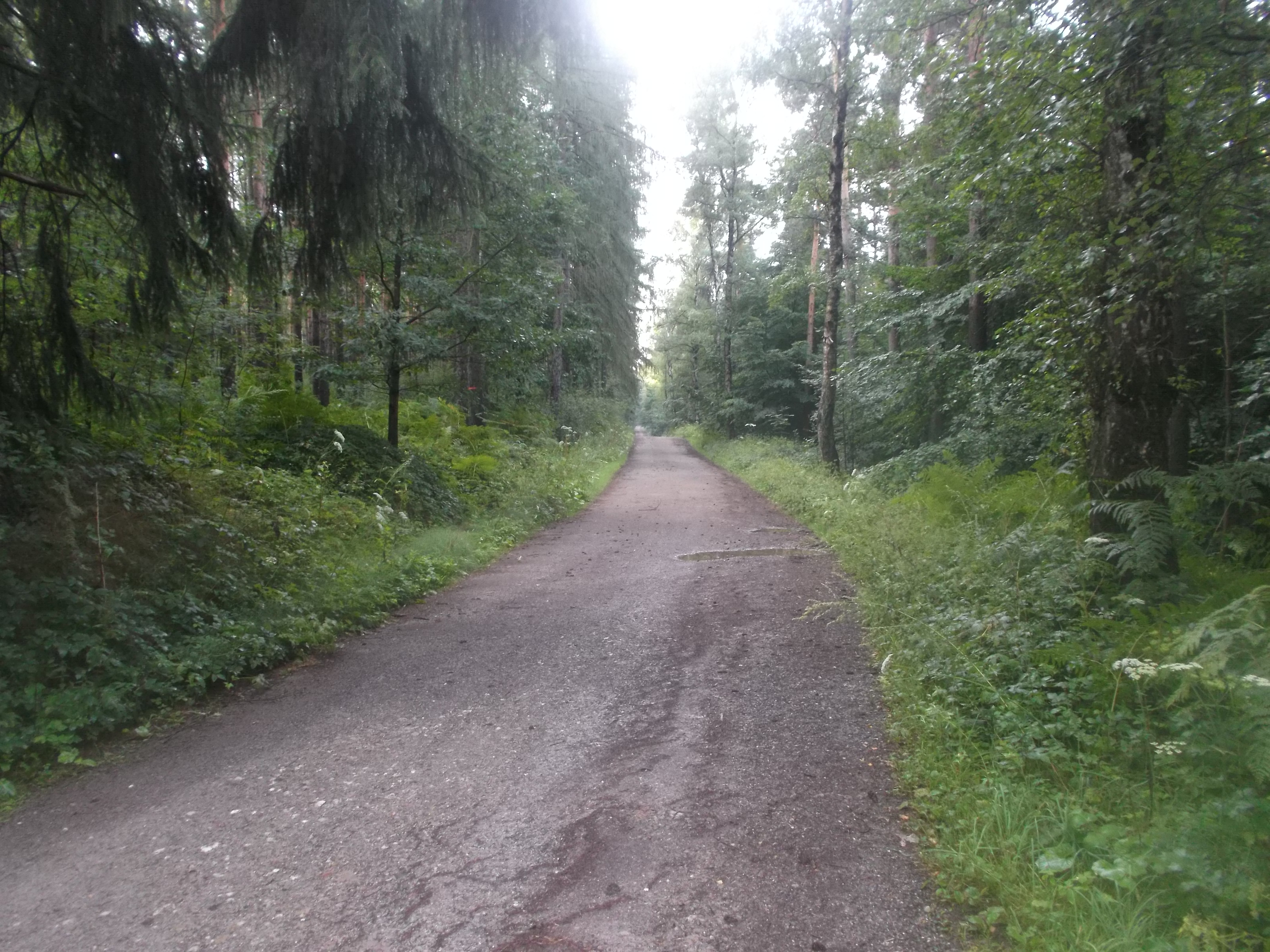
O-Weg

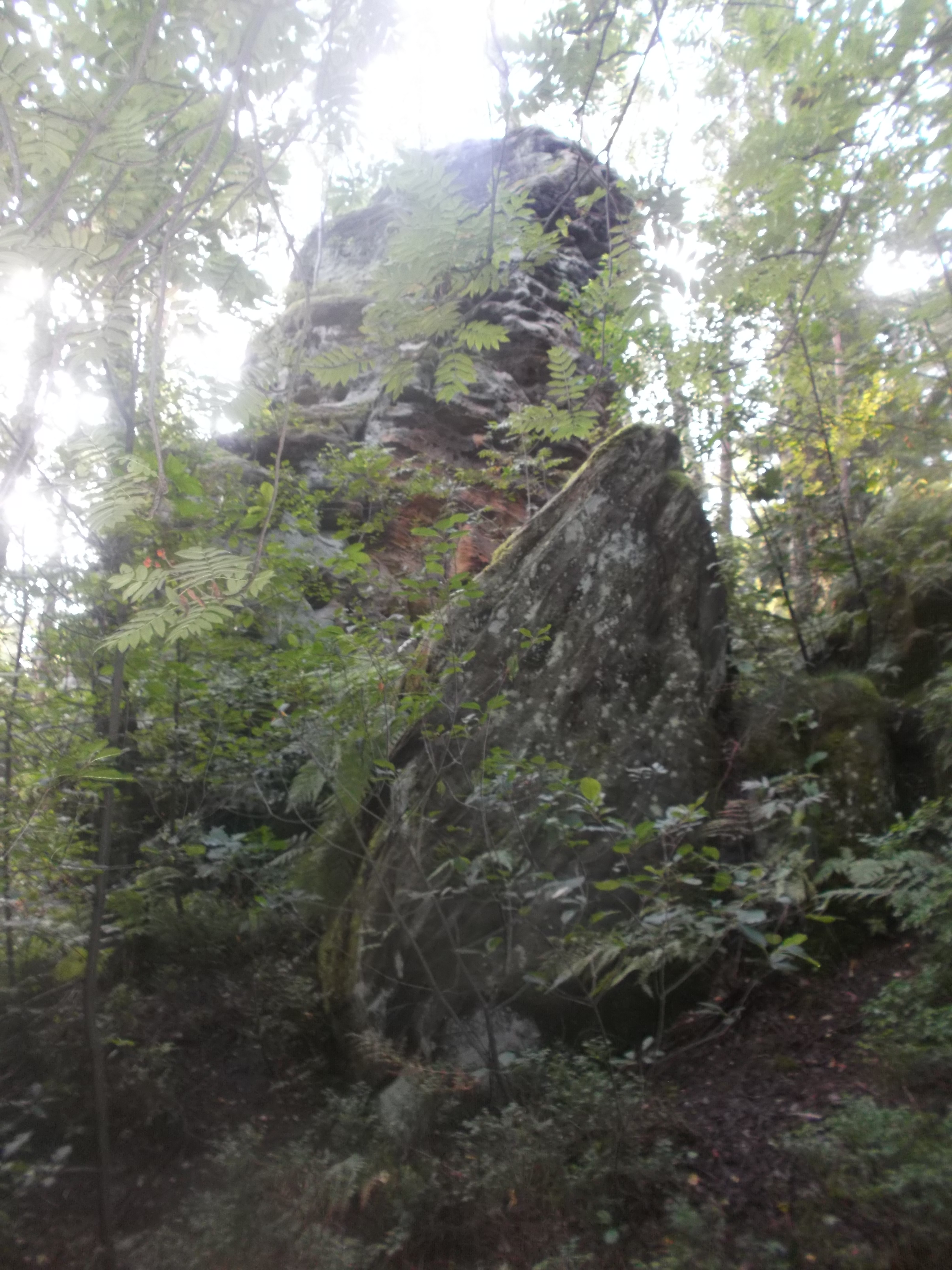
Altarfelsen am Steinberg

Die Paulsdorfer Heide ist ein etwa drei km² großes Waldgebiet im Osterzgebirge, westlich des namensgebenden Erholungsortes Paulsdorf. Sie liegt auf dem Territorium der Stadt Dippoldiswalde. Im Westen grenzt das Waldgebiet an die Höckendorfer Heide, im Süden an den Schwarz-Busch. Angrenzende Ortschaften sind Paulshain im Westen, Paulsdorf im Osten, Seifen im Nordosten und Seifersdorf im Norden, Es liegt zwischen 353,5 m ü. NHN und 431,7 m ü. NHN.
Die Zuständigkeit liegt beim Forstamt in Bärenfels, Eigentümer ist der Freistaat Sachsen.

## Geschichte
Auf den Karten von Matthias Oeder im Jahre 1586/1607 wird die Paulsdorfer Heide als „Beyreuter Heide“ bezeichnet. Bereits zu einer arrangierten Jagd des Kurfürsten von Sachsen im Jahre 1668 wird sie „Pausldorfer Heide“ genannt. An einem aufgeschütteten Erdwall der 1,2 Kilometer Luftlinie von Paulshain und 500 Meter Luftlinie vom O-Weg/Kleingartenanlage Waldeck entfernt liegt wurde früher das Wasser des Borlasbachs in einen Teich angestaut. Dort befand sich bereits im Jahre 1560 eine Gold und Zinnwäsche. der Erdwall ist auf den Dresdner Meilenblätter 1785 eingezeichnet und liegt selbst auf der Gemarkung von Borlas, war an der Nordseite ca. 160 Meter und an der Westseite ca. 40 Meter lang, die Höhe an der Borlasbach beträgt ca. 7 Meter, vom Waldweg bis an die Borlasbach ist der Wall noch vorhanden, die Übrigen auf der Feldseite sind entfernt und umgeackert wurden, Am Erdwall mündet auf den vom L-Weg zum O-Weg verlaufenden Waldweg die Schneise 13. An der Straße zwischen Paulsdorf und Paulshain wurde im 19. Jahrhundert mehrmals erfolglos versucht, Steinkohle abzubauen. Bis zum gänzlichen Verwaltungswechsel nach Bärenfels befand sich im früheren Forstgut in Höckendorf am Schenkberg eine Außenstelle. Tongruben dienten ab dem 17. Jahrhundert der Gewinnung von Ton zur Herstellung von hochwertiger Keramik, der in Dippoldiswalde ansässigen Töpferhandwerkern. Im Jahre 1951 wurden circa 5 Hektar des Waldes durch die Bodenreform an die Seifersdorfer Gemeinde abgegeben zur Herstellung der heutigen Kleingartenanlage Talblick e.V., 2021 wurde der Waldsportplatz Seifersdorf aus dem Forstrevier an die Stadt Dippoldiswalde übereignet. Am Rande der Heide auf einer Anhöhe 150 Meter vom O-Weg entfernt stand bereits 1897 eine Windpumpmühle, welche die in diesen Jahr vormals bereits 1840 bestandene hölzerne Wasserleitung einzelner Seifersdorfer Bauern durch den Bau einer Eisenwasserleitung für den gesamten Ort Seifersdorf ablöste.

## Sehenswürdigkeiten
Auf dem Hochplateau des Steinberg, der auf seinem höchsten Punkt Erashöhe genannt wird, soll im Jahre 1899 der von 1887 bis 1905 amtierende Höckendorfer Oberförster Rudolf Karl Eras (†22.02.1914 Höckendorf) die Widmung Erashöhe erhalten haben, andere Quellen besagen das der Geheime Medizinrat Dr. Eras in Pirna für seine Verdienste am Nahe 1902 erbauten Genesungsheim Seifersdorf die Widmung erhielt, stand bis zum November 2018 eine 1979 vom Kulturbund aufgestellte Schutzhütte, die im Jahre 2020 durch eine Neue ergänzt wurde. Gegenüber steht etwa 100 Meter entfernt ein Antennenmast, der im Jahre 1987 als Versuchsobjekt der TU Dresden errichtet wurde und seitdem als Fernsehfunkmast für die umliegenden Ortschaften dient. Die Kletterfelsen der Altarstein (Eras, 11,30 m Höhe) und Kanzelstein (8,50 m Höhe) erheben sich freistehend als Felsen neben der Erashöhe am Funkmast. Bereits im Jahre 1901 wurden sie für den Klettersport genutzt. Betreut werden sie vom Dresdner Verein Kanzeltürmer 1911.
Unterhalb des Sandbergs befindet sich, vom O-Weg erreichbar, der Große Steinbruch. 1807 pachtete der Ortsrichter von Paulsdorf Johann Christoph Liebscher den Steinbruch,  der bis zum Jahre 1956 auf einer Tiefe von bis zu 25 Metern betrieben wurde. Seitdem diente dieser bis 1997 als Schießanlage der Polizei Sachsens. Am Schieferweg gelegen befindet sich die Quelle des Seifenbachs, der hier aus zwei historischen gesetzten Brunnen (Knöfel-Brunnen, 1853 laut Schlussstein, und Helfter-Grundbrunnen) entspringt und in die Talsperre Malter mündet.
Die Felsen entlang des Steinbergs und des Sandbergs stehen unter besonderem Schutz (Biotop).

## Wege
Der O-Weg wird schon im Jahre 1727 als Waldflügel im Waldbuch erwähnt und verläuft von der Kreisstraße 9010 bei Seifersdorf bis kurz vor Paulshain, wo er auf den L-Weg mündete. Der Kirchweg, der im 18. Jahrhundert auch als S-Weg bezeichnet wurde, beginnt heute am Waldesrand in Seifersdorf und führt nach Paulshain. Er war früher die schnellste Verbindung der Paulshainer Einwohner zur Kirche Seifersdorf, wohin sie eingepfarrt waren. Der Wildweg, der auch schon im Jahre 1688 als Wilde Straße erwähnt wird, verläuft vom O-Weg über den Kirchweg, heute als Teilstück am Waldesrand in Seifersdorf über den unbenannten Abschnitt Wildsteig zum Seifersdorfer Bad an der Talsperre Malter. Der L-Weg verläuft schon seit dem 18. Jahrhundert durch die Heide, beginnend im Süden nahe dem Schwarzbusch, über Paulshain weiter in die Höckendorfer Heide. Bereits im Mittelalter entstand der Marktsteig, der von Ruppendorf durch den südlichen Teil der Heide (den L-Weg kreuzend) in Richtung Dippoldiswalde verläuft. Auch durch den zuletzt genannten Waldabschnitt verlief der im 18. Jahrhundert so genannte Mühlweg von Paulshain nach Paulsdorf. Die Straße von Paulshain nach Paulsdorf verlief früher von der Wendeschleife Seifersdorfer Kirchweg in Paulshain geradeaus über die Felder am Stein-Berg (400 m. ü HN) vorbei und mündete unterhalb dem Gut Nr. 33 auf die heutige „Thomas-Müntzer-Straße“; die heutige Straße zwischen der Wendeschleife Paulshain K9013 und der Straße „Am Weidegut“ in Paulsdorf wurde zwischen 1912/13 neu angelegt.